# Ohio State Reformatory
Das Ohio State Reformatory (kurz: OSR), auch bekannt als Mansfield Reformatory, ist ein ehemaliges Gefängnis in der Stadt Mansfield in Ohio in den Vereinigten Staaten. Es wurde am 14. April 1983 in das National Register of Historic Places aufgenommen.

## Geschichte
Der Architekt war Levi T. Scofield aus Cleveland, der bei seinem Entwurf neben dem Richardsonian Romanesque – dem US-amerikanischen Pendant der Neuromanik – auch Elemente der Neugotik und des Viktorianische Architekturstils einfließen ließ.

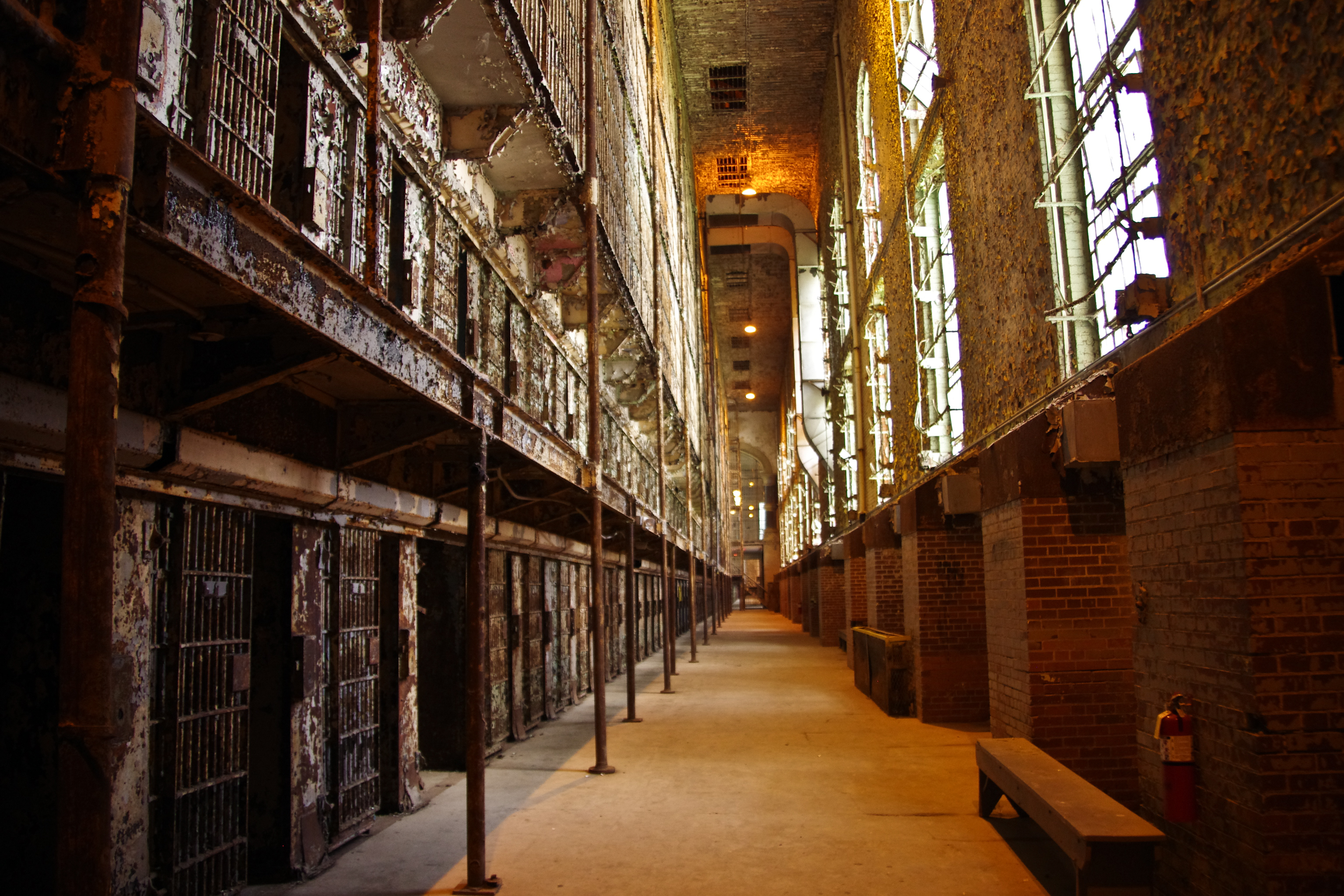
Der Zellentrakt der Anlage

Die Baumaßnahmen für das Gebäude begannen im Jahr 1886 und dauerten aufgrund von Finanzierungsproblemen bis 1910 an. Der die Bauaufsicht führende Architekt war F.F. Schnitzer, dessen Name auch auf dem Grundstein verewigt ist.
Am 15. September 1896, noch während der Baumaßnahmen, öffnete die Anstalt ihre Türen für die ersten 150 Straftäter. Die Häftlinge wurden mit der Eisenbahn aus Columbus gebracht und wurden umgehend für den Bau der Kanalisation des Gefängnisses und der Mauer um den Komplex eingesetzt.
Im Jahr 1891 wurde der Name von Intermediate Penitentiary in Ohio State Reformatory geändert.
Bis 1990 diente das Gebäude als Gefängnis. Danach, im Jahr 1995, wurde es in ein Museum umgewandelt und dient auch als Drehort für mehrere Musikvideos und Hollywood-Produktionen, darunter die Filme Die Verurteilten,  Tango & Cash und Air Force One aus den 1990er-Jahren. Des Weiteren finden auf dem Gelände das Inkcarceration-Musikfestival statt und die Innenräume können angemietet werden.